# Pyrrhula nipalensis
Pyrrhula nipalensis é uma espécie de ave da família Fringillidae.
Pode ser encontrada nos seguintes países: Butão, China, Índia, Malásia, Myanmar, Nepal, Paquistão, Taiwan e Vietname.
Os seus habitats naturais são: florestas temperadas e regiões subtropicais ou tropicais úmidas de alta altitude.